# بالنغستان (كبغان)
بالنغستان (بالفارسية: بالنگستان) هي قرية تقع في إيران في قسم كبغان الريفي. يقدر عدد سكانها بـ 595 نسمة بحسب إحصاء 2016.